# LanguageTool
LanguageTool es un corrector gramatical, de estilo y ortográfico libre y de código abierto, cuyas  funciones están disponibles para descargar. El sitio web de LanguageTool se conecta a un proyecto propietario hermano llamado LanguageTool Premium (anteriormente LanguageTool Plus), que proporciona una detección de errores mejorada para inglés y alemán, así como una revisión más sencilla de textos más largos, siguiendo el modelo de núcleo abierto.
Fue iniciado por Daniel Naber para su tesis en 2003 (entonces escrita en Python). Ahora admite 31 idiomas, cada uno desarrollado por mantenedores voluntarios, generalmente hablantes nativos de cada idioma. Según los patrones de detección de errores, se crean reglas y se prueban posteriormente para un texto determinado. La aplicación principal en sí es gratuita y de código abierto y se puede descargar para usarla sin conexión. Algunos lenguajes utilizan datos n-grama, que son masivos y requieren una potencia de procesamiento y una velocidad de E/S considerables para algunas detecciones adicionales. Como tal, LanguageTool también se ofrece como un servicio web que procesa datos n-gramas en el lado del servidor. LanguageTool Premium también utiliza n-gramas como parte de su modelo de negocio freemium.
El servicio web LanguageTool se puede usar a través de una interfaz web en un navegador o mediante complementos especializados del lado del cliente para Microsoft Office, LibreOffice, Apache OpenOffice, Vim, Emacs, Firefox, Thunderbird y Google Chrome.

## Tecnología
LanguageTool no comprueba la corrección gramatical de una frase, sino si contiene errores típicos. Por ello, es fácil inventarse oraciones agramaticales que LanguageTool siga aceptando. La detección de errores se logra a través de variadas reglas basadas en XML o escritas en Java. Las reglas basadas en XML se pueden crear mediante un formulario en línea.
Los desarrollos más recientes se basan en grandes bibliotecas de n-gramas que ofrecen sugerencias para mejorar los errores ortográficos con la ayuda de redes neuronales artificiales.